# Bandera de Caldas
La bandera de Caldas es el principal símbolo oficial del departamento colombiano de Caldas; se compone de los colores amarillo y verde, dispuestos verticalmente en partes iguales, de manera que la parte amarilla corresponde al asta de la bandera. Las medidas normales de la bandera son 1.50 m de largo y 1.05 m de ancho.
Su color amarillo (oro) simboliza, nobleza, magnanimidad, riqueza, poder, constancia y sabiduría; y su color verde representa el follaje de los cafetos; la frescura y fertilidad de los campos, lo mismo que la esperanza de la prosperidad del Departamento.